# Alda Gomes
Alda Sofia Gomes Machado (Alenquer, 10 de novembro de 1978) é uma atriz e modelo portuguesa.

## Biografia
Alda Gomes nasceu a 10 de novembro de 1978, numa aldeia próxima de Alenquer, onde viveu com os seus pais e seis irmãos e irmãs mais velhos. Posteriormente, residiu alternadamente entre Lisboa e a sua terra natal, onde vivia com os seus avós, fixando-se definitivamente na capital portuguesa aos 25 anos de idade, em busca do seu sonho.
Começou a sua carreira aos 18 anos de idade, inicialmente como figurante e depois como actriz secundária, na série Riscos, exibida na RTP em 1997. Participou mais tarde em várias telenovelas e séries de televisão, como Jura e Floribella, da SIC, O Teu Olhar, Mundo Meu e Massa Fresca, da TVI, ou Maternidade, Bem-Vindos a Beirais e 3 Mulheres, da RTP, para além de ter integrado o elenco de várias produções cinematográficas e teatrais.
Em 2019, revelou publicamente que havia sido diagnosticada em 2010 com artrite reumatóide, doença crónica sem cura, que havia mantido em segredo por recear perder futuras oportunidades de emprego. Um ano depois, durante a crise pandémica de COVID-19, a atriz dedicou-se à bricolage e à arte do macramé, criando a marca Bandua Creative Arts.

## Filmografia

### Televisão
| Ano         | Projeto                | Papel                      | Notas                          | Canal      |
| ----------- | ---------------------- | -------------------------- | ------------------------------ | ---------- |
| 1997        | Riscos                 | Alda                       | Elenco Adicional               | RTP1       |
| 2000        | O Lampião da Estrela   | Vera                       | Elenco Principal               | SIC        |
| 2001        | Querido Professor      | Antónia                    | Elenco Adicional               | SIC        |
| 2003 - 2004 | O Teu Olhar            | Rute Moniz                 | Elenco Principal               | TVI        |
| 2004        | Inspetor Max           | Marta Delgado              | Participação Especial          | TVI        |
| 2004        | Uma Aventura           | Vanda                      | Participação Especial          | SIC        |
| 2004 - 2005 | Maré Alta              | Passageira do Navio        | Participação Especial          | SIC        |
| 2004 - 2005 | Os Malucos do Riso     | Vários Papéis              | Atriz, em rábulas humorísticas | SIC        |
| 2005        | Os Malucos Nas Arábias | Vários Papéis              | Atriz, em rábulas humorísticas | SIC        |
| 2005        | Malucos e Filhos       | Vários Papéis              | Atriz, em rábulas humorísticas | SIC        |
| 2005 - 2006 | Mundo Meu              | Cristina Pereira           | Elenco Principal               | TVI        |
| 2005 - 2006 | Camilo em Sarilhos     | Celeste                    |                                | SIC        |
| 2006 - 2007 | Jura                   | Telma                      | Elenco Principal               | SIC        |
| 2007        | Floribella             | Linda                      | Elenco Adicional               | SIC        |
| 2007 - 2008 | Resistirei             | Maria Reis                 | Elenco Principal               | SIC        |
| 2008        | Malucos No Hospital    | Vários Papéis              | Atriz, em rábulas humorísticas | SIC        |
| 2008        | Aqui Não Há Quem Viva  | Karen                      | Participação Especial          | SIC        |
| 2008 - 2009 | Rebelde Way            | Glória Bastos              | Elenco Principal               | SIC        |
| 2009        | Novos Malucos do Riso  | Vários Papéis              | Atriz, em rábulas humorísticas | SIC        |
| 2009 - 2010 | Perfeito Coração       | Madalena Torres            | Elenco Principal               | SIC        |
| 2010        | Cidade Despida         | Catarina                   | Elenco Adicional               | RTP1       |
| 2011        | Voo Direto             | ND                         | Elenco Adicional               | RTP1       |
| 2011        | Maternidade            | Sónia Mestre               | Elenco Principal               | RTP1       |
| 2011 - 2012 | A Família Mata         | Laura                      | Elenco Principal               | SIC        |
| 2012        | Dancin' Days           | Veterinária                | Elenco Adicional               | SIC        |
| 2013 - 2014 | Destinos Cruzados      | Vera Sampaio               | Elenco Principal               | TVI        |
| 2013 - 2014 | Bem-Vindos a Beirais   | Conceição «São» Loureiro   | Elenco Principal               | RTP1       |
| 2013        | Hotel Cinco Estrelas   | Mulher                     | Elenco Adicional               | RTP1       |
| 2015        | Poderosas              | Dália                      | Elenco Adicional               | SIC        |
| 2016 - 2017 | Rainha das Flores      | Bárbara                    | Elenco Adicional               | SIC        |
| 2017        | Amnésia                | Ângela                     | Protagonista                   | RTP1       |
| 2018        | 3 Mulheres             | Carlota Perestrelo         | Elenco Adicional               | RTP1       |
| 2019        | Férias em Família      | Madonna                    | Elenco Adicional               | Rede Globo |
| 2020 - 2021 | Amar Demais            | Inspetora da PJ            | Elenco Adicional               | TVI        |
| 2021        | A Serra                | Maria do Amparo Roque Neto | Elenco Adicional               | SIC        |
| 2022        | Lua de Mel             | Mãe adotiva de Liliana     | Elenco Adicional               | SIC        |
| 2023        | Marco Paulo            | Jornalista                 | Elenco Adicional               | SIC        |
| 2023        | A Casa da Aurora       | Sara                       | Atriz Convidada                | SIC        |
| 2023        | Queridos Papás         | Susana                     | Elenco Adicional               | TVI        |
| 2024        | Cacau                  | Joana                      | Elenco Adicional               | TVI        |
| 2025        | A Herança              | Carminho Sousa de Aragão   | Elenco Adicional               | SIC        |

### Cinema
| Ano  | Título                                       | Personagem        | Realização                         |
| ---- | -------------------------------------------- | ----------------- | ---------------------------------- |
| 2018 | Linhas de Sangue                             | Edite Frias       | Manuel Pureza e Sérgio Graciano    |
| 2018 | Leviano                                      | Teresa Leite      | Justin Amorim                      |
| 2015 | Realidade Paralela (curta-metragem)          | Júlia             | Elisabete Gradiz                   |
| 2013 | 7 Pecados Rurais                             | Raquel            | Nicolau Breyner                    |
| 2012 | Azul Celeste (curta-metragem)                | Enfermeira        | Rafael Costa e Filipe Lima Barbosa |
| 2011 | Linhas de Sangue (curta-metragem)            | Lassalette        | Manuel Pureza e Sérgio Graciano    |
| 2010 | Vidas em Trânsito (curta-metragem)           |                   | Joana Bastos                       |
| 2008 | Fumo Negro (curta-metragem)                  |                   | Miguel Sanches Cunha               |
| 2006 | Sombras de Thule (curta-metragem)            | Helga             | Miguel Sanches Cunha               |
| 2005 | Manô                                         | Secretária        | George Felner                      |
| 2005 | Animal                                       | Empregada de Mesa | Rose Bosch                         |
| 2005 | Aqui Há Fantasmas (telefilme)                | Necas             | Rita Ribeiro                       |
| 2002 | A Bomba                                      | Jornalista        | Leonel Vieira                      |
| 2001 | Film Lovers Are Sick People (curta-metragem) |                   | Vera Amaral                        |
| 2001 | Ganhar a Vida                                | Alda              | João Canijo                        |
| 2000 | Olhó Passarinho (curta-metragem)             | Ana Paula         | José Sacramento                    |
| 2000 | O Lampião da Estrela (telefilme)             | Vera              | Diamantino Ferreira                |

### Videoclips
| Ano  | Interprete/Banda | Tema                      |
| ---- | ---------------- | ------------------------- |
| 2013 | Mundo Cão        | Anos de Bailado e Natação |
| 2008 | Le Grind         | Inside                    |

### Publicidade
| Ano  | Marca             | Tema        |
| ---- | ----------------- | ----------- |
| 2018 | LEV               |             |
| 2018 | E.Leclerc         |             |
| 2015 | SPACCIO           | Catálogo    |
| 2006 | Lay's             | Lay's Light |
| 2004 | Vodafone Portugal | Live 3G     |
| 2002 | Suzuki            |             |

## Teatro
| Ano       | Título                     | Encenação           |
| --------- | -------------------------- | ------------------- |
| 2018 2017 | Musical: Terra dos Sonhos  | Matilde Trocado     |
| 2018 2017 | Pinóquio                   | Sérgio Moura Afonso |
| 2016      | Intimidades                | Jorge Gomes Ribeiro |
| 2014      | Contos de Natal            | Jorge Gomes Ribeiro |
| 2011      | Subway                     | Marco Medeiros      |
| 2009      | A Menina Júlia             | Bruno Bravo         |
| 2007      | Vinte e Zinco              | Maria João Rocha    |
| 2006      | O Grande Terremoto de 1755 | Jorge Fraga         |
| 2005      | Lost In Space              | Yuri Kurkotchensnky |
| 2004      | Aqui Há Fantasmas          | Rita Ribeiro        |